# Cábrega
Cábrega es un caserío perteneciente al municipio de Mues, situado en la merindad de Estella (Navarra, España). Da nombre a la Sierra de Cábrega. 

## Demografía
Contaba en 1366 con 4 fuegos,  en 1427 con 6,  10 habitantes en 1786, 11 en 1858, 18 en 1887, 10 en 1920, 9 en 1930, 13 en 1940, 7 en 1950, 4 en 1960 y 1970 y 3 en 1981 y 1986. 6 habitantes en 2014, y un único vecino en 2023.

## Historia
Antigua fortaleza navarra. En el apeo de 1366 contaba con seis fuegos. Sus pechas pertenecían en 1511 al mariscal D. Pedro de Navarra, cabeza del bando agramontés. Esto repercutirá en la suerte futura del castillo y aldea, estrechamente vinculada a la de su señor. Durante la conquista del reino de Navarra, se vio obligada a rendirse al ejército castellano del duque de Alba. Sin embargo, apenas comenzado el intento de reconquista por el rey Juan de Albret en la Baja Navarra, Cabrega se sacude de encima, a mediados del mes de octubre de 1512, la guarnición castellana puesta por el duque de Alba. A finales de octubre de 1512 cae nuevamente en poder de los castellanos, siendo tomada por las tropas beaumontesas. Fernando el Católico, consumada ya la conquista del reino de Navarra, mandó destruir, a partir de 1512, gran número de fortalezas navarras por considerarlas perjudiciales para la seguridad del reino. Entre ellas la de Cabrega, que se halla en el 7.° lugar de las 22 fortalezas mencionadas por el historiador Zurita como mandadas desmochar por el aragonés. Cabrega fue patrimonio de los marqueses de Cortes [Idoate en Rincones..., t. III, p. 166]En 1518 Carlos V lo restituyó al mariscal Pedro de Navarra, compensando con una merced de 5000 maravedís a Juan de Arizcun, que lo había venido ocupando por concesión real.
En el Antiguo Régimen fue un señorío, sobre el que en 1654 Felipe IV concedió al maestre campo Pedro de Navarra de la Cueva el título de Marqués de Cábrega; que se refundió en la casa del duque de Villahermosa, que nombraba alcalde con jurisdicción civil, criminal y mixta. Actualmente pertenece Don Álvaro Urzaiz y Azlor de Aragón, XII Marqués de Cábrega por Orden de 4 de julio de 1997, y residente en el Palacio Ducal de Villahermosa en Pedrola, provincia de Zaragoza. Del mantenimiento se ocupa el guardés, que lleva casi 50 años viviendo y trabajando las 225 hectáreas cultivables del señorío.
El Libro Rubro de Iranzu, la documentación sanjuanista y un documento de Roncesvalles proporcionan referencias a pecheros, de las cuales pueden extraerse cifras de población para Cábrega como de al menos veinte fuegos pecheros de Iranzu para mediados del XIII.

## Arte
Disponía de un palacio medieval de sillería con ventanas ojivales ajimezadas, tuvo el caserío su iglesia, dedicada a San Miguel, la construcción posiblemente de origen medieval, fue reformado y ampliado en el siglo XVI, aunque su configuración actual responde al barroco del siglo XVIII.

#### El encino de Cábrega
Monumento Natural n.º 3 según la guía de Monumentos Naturales de Navarra. En realidad se trata de un ejemplar de la subespecie “ballota” y, por tanto, su nombre vulgar es carrasca, Quercus ilex subsp. ballota (Desf.) Samp. Está en la pieza del Monte, frente al caserío de Cábrega (coordenadas X e Y: 561.461 / 4.718.954).